# Quatre Cantons - Stade Pierre-Mauroy (métro de Lille)
Quatre Cantons - Stade Pierre-Mauroy est une station de métro française de la ligne 1 du métro de Lille. Située à Villeneuve-d'Ascq dans le campus Cité scientifique, elle dessert, entre autres, le campus scientifique de l'Université de Lille et le stade Pierre-Mauroy.
La station est mise en service en 1982 sous le nom « Quatre Cantons » sur la portion la reliant à la station Hôtel de Ville et est officiellement inaugurée le 25 avril 1983 par la venue du président de la République française de l'époque, François Mitterrand.
Elle permet des correspondances avec plusieurs lignes de bus, un parc relais « 4 cantons P+R » de 2 088 places automobiles et un garage à vélos de 98 places.

## Situation
La station Quatre Cantons - Stade Pierre-Mauroy est située sur la ligne 1 du métro de Lille, dans le campus Cité scientifique à Villeneuve-d'Ascq dans le département du Nord (Hauts-de-France). La station est un terminus de cette ligne.
Elle se situe entre la station Cité Scientifique - Professeur Gabillard et le garage atelier des Quatre Cantons.

## Histoire

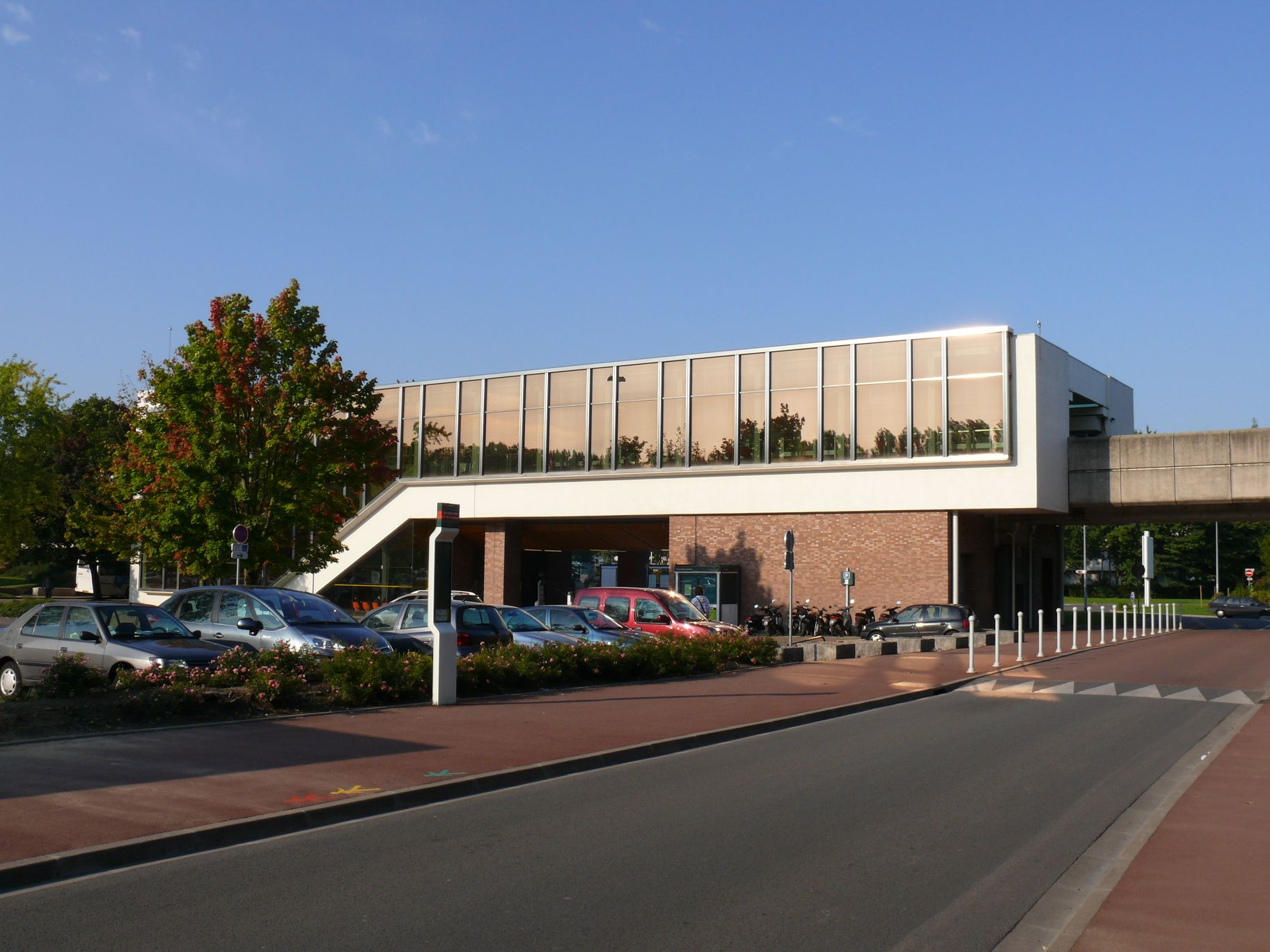
L'ancien parc-relais.

La station a été dessinée par l'architecte Pierre Crévoisier. La construction s'achève début 1981. L'ouvrage de verre et d'acier enveloppe le viaduc. La teinte des vitrages est de couleur bronze.
À partir du 1er janvier 1982, le véhicule automatique léger est en fonction sur la portion entre cette station, appelée à l'époque « Quatre Cantons » et Hôtel de Ville. Le public peut venir admirer le métro en rodage. Trois mois plus tard, le 31 mars 1982, le président de la communauté urbaine de Lille, Arthur Notebart inaugure officiellement le tronçon. Des aspects du métro sont exposés dans les stations ; à Quatre cantons, il s'agit de l'accueil et de l'accessibilité des usagers.
Le 25 avril 1983, lors de l'inauguration du métro, François Mitterrand le prend à cette station. Il est accueilli par Gérard Caudron, maire de Villeneuve-d'Ascq et par Arthur Notebart, président de la communauté urbaine de Lille,.
Avec l'arrivée du Grand Stade Lille Métropole, la station s'est modernisée. De nouveaux escaliers ont été mis en place directement depuis les quais et le parking a été bâti en dur. En mars 2012, la station est labellisée « Grand Stade » puis est renommée Quatre Cantons - Grand Stade le 27 août 2012, puis Quatre Cantons - Stade Pierre-Mauroy, lorsque le Grand stade changea de nom. Dans le cadre de l'allongement des stations de la ligne 1, la station Quatre Cantons a été la première en travaux, dès l'été 2013 jusqu'en septembre 2015.

## Service aux voyageurs

### Accueil et accès
La station compte deux entrées au rez-de-chaussée de son bâtiment. Elle est bâtie sur deux niveaux, bénéficiant de deux accès : le niveau de surface (entrée, accès ascenseur, vente et compostage des billets) et le niveau aérien qui comporte les voies centrales et les quais. Les voies sont protégées par des portes palières. La station est accessible aux personnes à mobilité réduite grâce aux ascenseurs.

### Desserte
Le premier métro vers la station CHU - Eurasanté est à 5 h 12 et depuis cette station à 5 h 34 ; le dernier métro arrive en station, respectivement, à 0 h 17 et à 0 h 43 et une heure plus tard les samedis. Une rame arrive en station en semaine en heure de pointe toutes les 66 secondes. La station est exploitée par Ilévia.

### Intermodalité

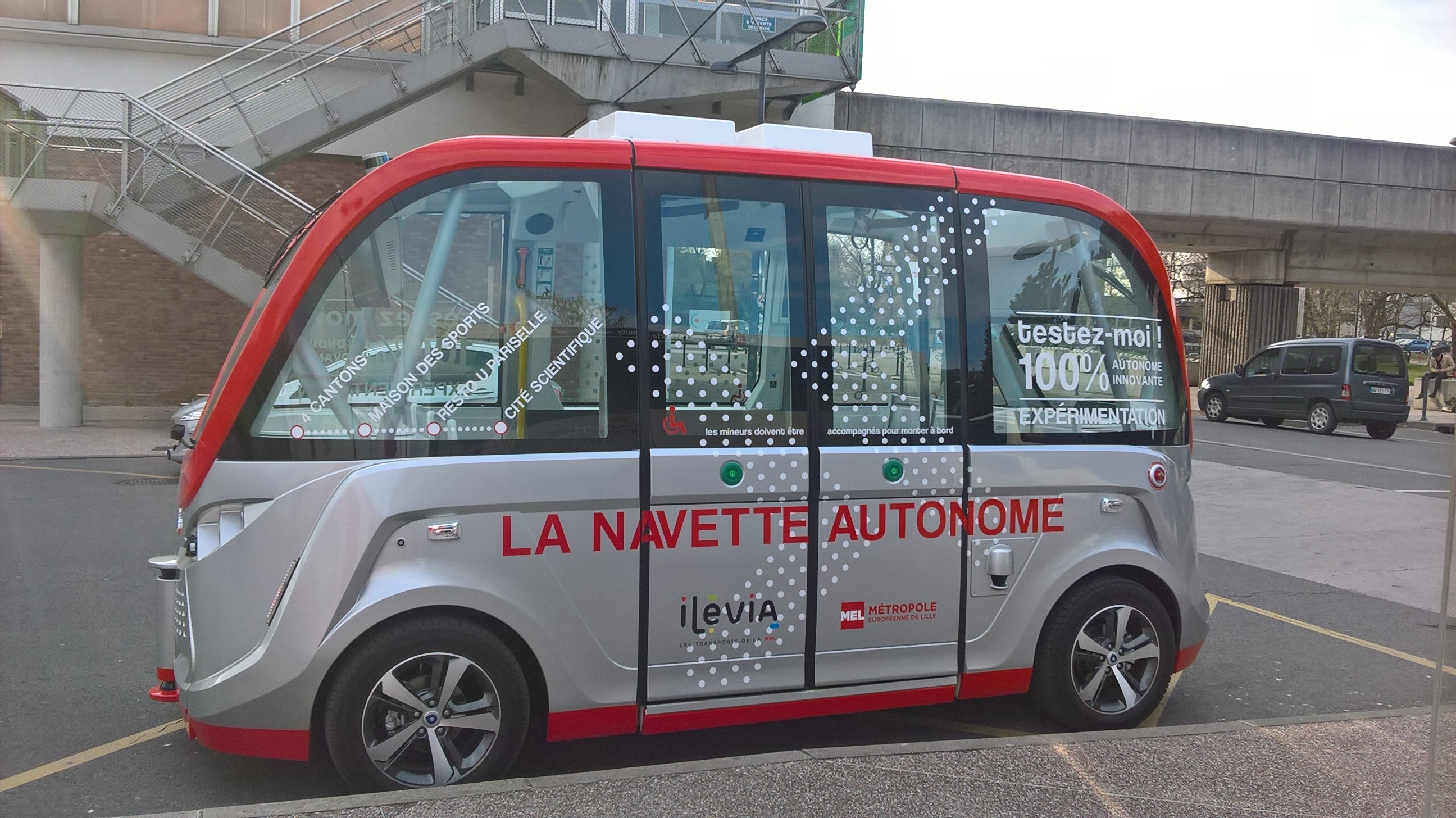
Navette Navya à l'arrêt de bus à côté de la station de métro.

La station est desservie par les lignes 66, 68, 72, Z3, Z8 et N1 ainsi que par les lignes sur réservation 20R et 69R du réseau Ilévia. Elle est également desservie par les lignes 851, 854, 855, 870 et 876 du réseau interurbain Arc-en-Ciel 2.
Avec l'arrivée du stade Pierre-Mauroy, le parking ouvert de Quatre-Cantons s'est transformé en parc relais couvert appelé « 4 Cantons P+R », de 2 088 places,. Celui-ci est ouvert du lundi au samedi de 5 h 0 à 1 h 0 et le dimanche et jours fériés de 6 h 0 à 1 h 0.
Un abri vélo sécurisé a été également aménagé au sein du parking relais.

## L'art dans la station
La station n'a pas d'œuvre d'art, car sa décoration était jugée suffisante.

## À proximité

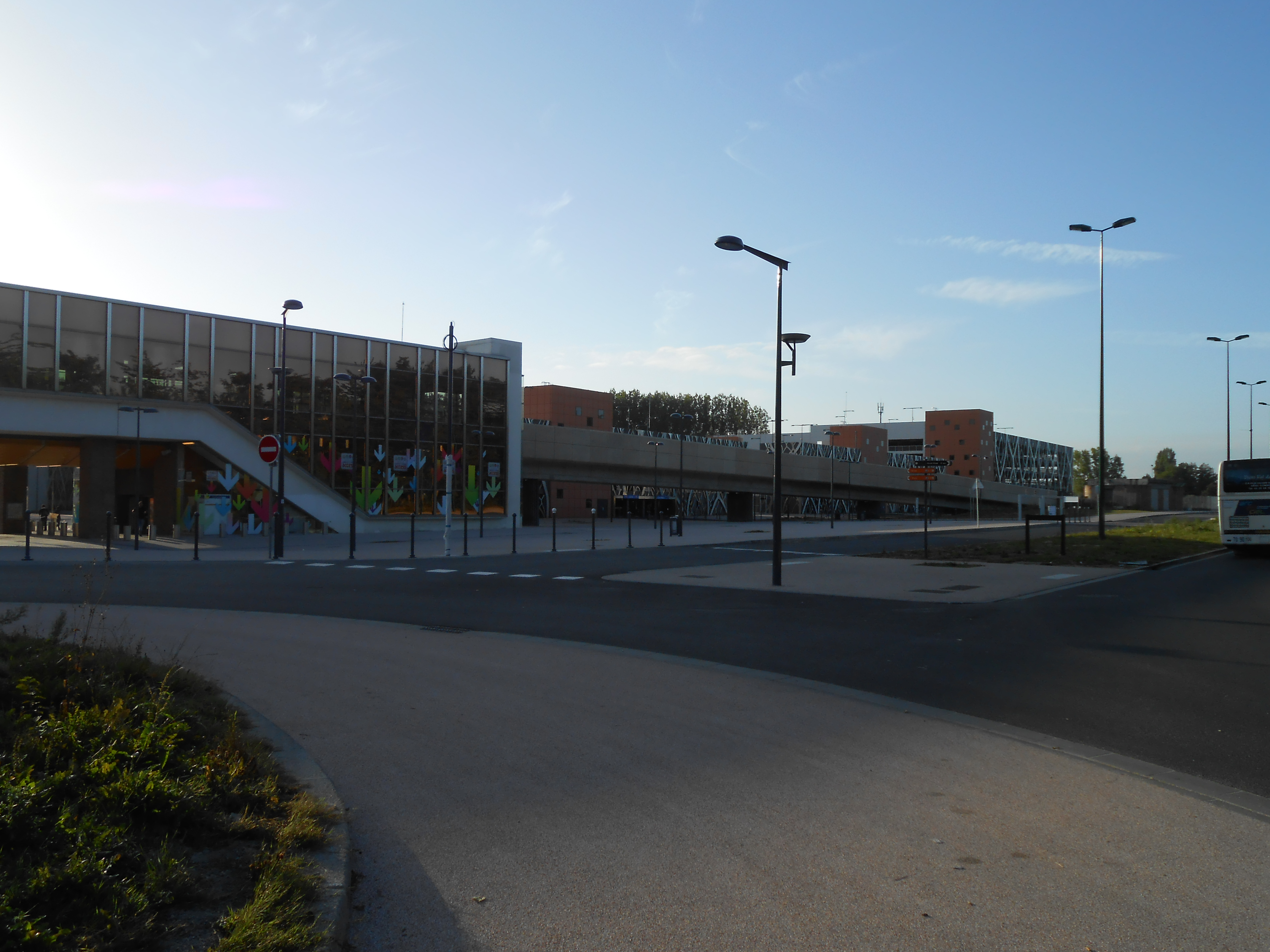
Station de métro Quatre Cantons et parking relais, vus du côté de l'École centrale de Lille.

Comme la station se situe dans le campus Cité scientifique à Villeneuve-d'Ascq, la majorité des lieux et des bâtiments à proximité de la station sont pour les étudiants. École centrale de Lille, Polytech'Lille, l'Institut d'électronique de microélectronique et de nanotechnologie, et l'Université de Lille sont à proximité.
La station de métro est à 15 minutes à pied du stade Pierre-Mauroy.